# Schwaam
Schwaam ist ein Ortsteil der Mittelstadt Wegberg im Kreis Heinsberg im Bundesland Nordrhein-Westfalen.

## Geografie

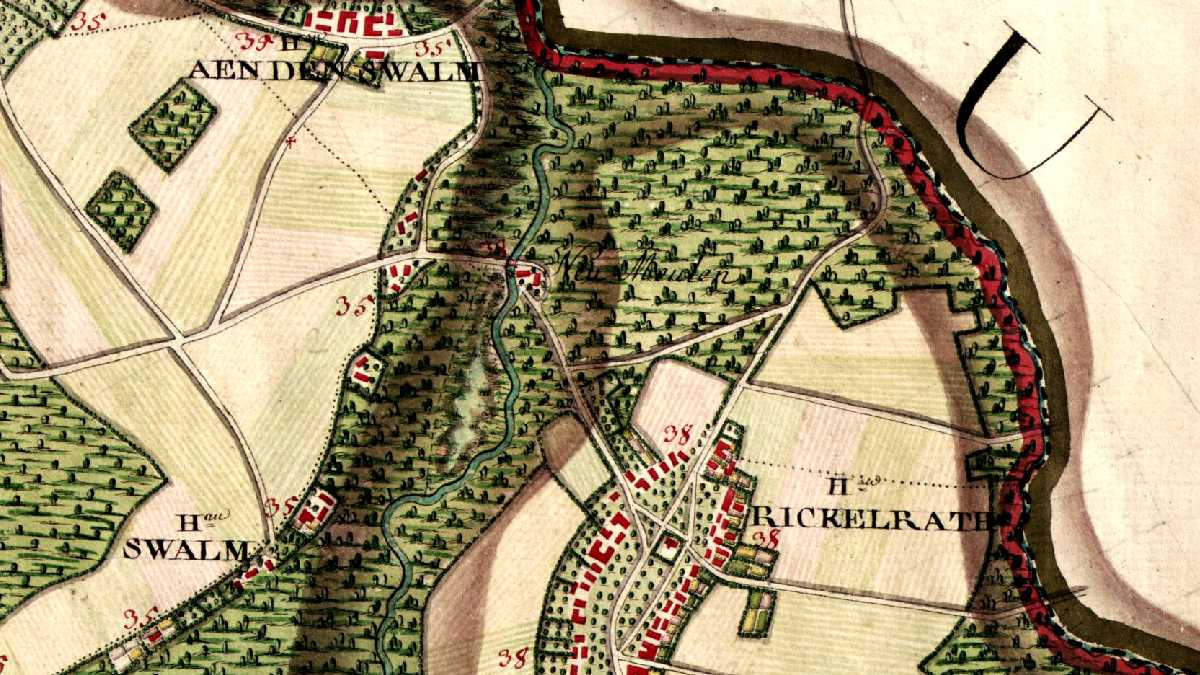
Alte Karte der Neumühle zwischen Rickelrath und Schwaam

### Lage
Schwaam liegt nördlich von Wegberg an der Landesstraße 367.

### Nachbarorte
| Venheyde | Waldniel                                    |                    |
| Merbeck  | Kompassrose, die auf Nachbargemeinden zeigt | NATO-Hauptquartier |
| Klinkum  | Wegberg                                     | Rickelrath         |

## Geschichte

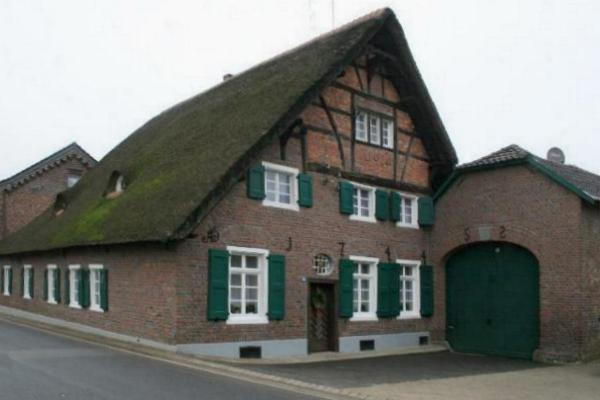
Haus Geerkens in Schwaam

Der kleine Ort liegt an der Schwalmniederung. Sein Name könnte also auch aus dem Mittelhochdeutschen kommen, in dem „Swam“ Überschwemmung, angeschwemmtes Land bedeutet. Es kann aber auch das Wort „swahm“, Brodem, Dunst zugrunde liegen, der in der feuchten Niederung oft anzutreffen ist.
Auffällig in diesem kleinen Ort sind eine Reihe Fachwerk- und reetgedeckte Häuser. Das schönste und älteste ist das Haus Geerkens. Es wurde 1616 als eine große, repräsentative Hofanlage erbaut. Das Reetdach wird von mächtigen Eichenbalken getragen, die nun schon fast 400 Jahre ihre Aufgabe erfüllen. Interessant ist auch der Fußboden des Kellers. Er ist aus flachen Kieselsteinen als Mosaik verlegt.

## Infrastruktur
In Schwaam existieren mehrere landwirtschaftliche Betriebe und Pferdehöfe, ein Gasthof, ein Hotel und mehrere Pensionen.
Die AVV-Buslinie SB8 der WestVerkehr verbindet Schwaam wochentags mit Wegberg, Erkelenz und Niederkrüchten. Abends und am Wochenende kann der MultiBus angefordert werden.
| Linie | Verlauf |
| ----- | --- |
| SB8   | Schnellbus: Erkelenz Bf – Erkelenz Burg / Erkelenz ZOB – Holtum – Uevekoven – Wegberg – Harbeck – Berg – Rickelrath – Schwaam – Venheyde – Merbeck – Abzw. Tetelrath – Silverbeek – Niederkrüchten |

## Sehenswürdigkeiten

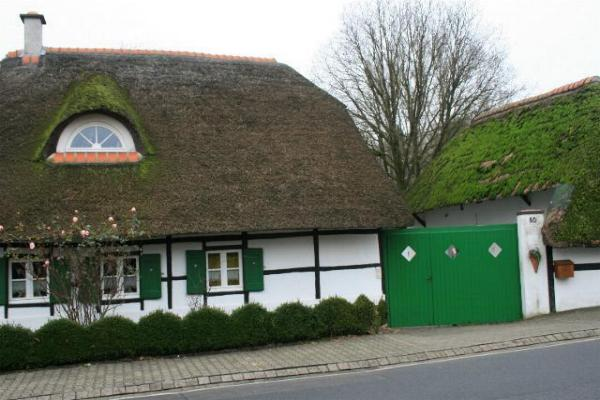
Reetdachgehöft in Schwaam

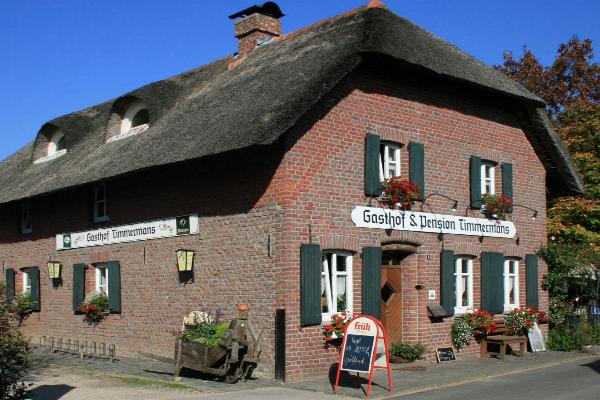
Gasthof Timmermans in Schwaam

- Feldkreuz, am Halfesweg als Denkmal Nr. 110
- Fachwerk-Reetdachgehöft, Zum Thomeshof 7 als Denkmal Nr. 111
- Reetdachgehöft, Rickelrather Straße 50 als Denkmal Nr. 112
- Backstein-Hofanlage, Rickelrather Straße 30 als Denkmal Nr. 113
- Reetdachgehöft, Rickelrather Straße 34 als Denkmal Nr. 114
- Reetdachgehöft, Rickelrather Straße 4 als Denkmal Nr. 115
- Fachwerkscheune, Rickelrather Straße als Denkmal Nr. 116
- Landgasthof, Zum Thomeshof 4 als Denkmal Nr. 168
- Pension zum Thomeshof, Zum Thomeshof 27 als Denkmal Nr. 171

## Vereine
- Dorfgemeinschaft Schwaam
- Amazonen-Jagdhornbläsercorps „Diana“ Wegberg
- Freiwillige Feuerwehr Wegberg, Löschgruppe Rickelrath, zuständig für die Ortschaft Schwaam